# 양성제
양성제(1980년 12월 16일 ~ )는 전 KBO 리그 롯데 자이언츠의 투수이다. 2005년부터 2006년까지는 군대에 복무한 적이 있었다. 은퇴 이후 동의대학교 야구부 투수코치 외에도, 롯데 자이언츠의 전력분석원을 거쳐 육성팀 육성담당까지 맡았다.

## 출신 학교
- 대신초등학교
- 부산중학교
- 부산고등학교
- 동의대학교

## 등번호
- 37 (2003~2004)
- 31 (2007~2009)